# Особняк Маразли
Особняк Маразли — жилой дом в Одессе, находится в Одессе по адресу Пушкинская улица, № 4. Памятник истории архитектуры; в 1856—1907 домом владел одесский городской голова Григорий Маразли.

## История здания
Кто был автором проекта здания, достоверно неизвестно. В декабре 1822 года дом, принадлежавший одесскому купцу первой гильдии Василию Спиро-Ксенису, приобрёл Григорий Иванович Маразли. В 1826 году он обратился в Одесский строительный комитет с просьбой засвидетельствовать его право собственности на дом «в военном форштате в ІІІ квартале під № 13 и 14». По поручению комитета архитектор Франц Боффо проверил полученное обращение и подтвердил право на собственность. 
После смерти Григория Ивановича Маразли в 1853 году дом получил в наследство его сын, Григорий Григорьевич Маразли. Известный одесский меценат, библиофил, городской голова в 1878—1895 годах, он жил здесь с 1856 по 1895 год. 9 июня 1856 года Маразли обратился в Одесский строительный комитет с просьбой получить разрешение на реконструкцию унаследованного дома на углу улиц Пушкинской и Дерибасовской, «который от времени пришел в некоторую ветхость»: демонтировать мезонин третьего этажа, обустроить парадный подъезд вместо ворот и оштукатурить фасады. Реконструкция здания была выполнена по проекту архитектора Людвига Цезаревича Оттона в 1856—1857 годах. Во время реконструкции были обновлены лицевые и дворовые фасады, внутренние помещения были переориентированы с учётом появления нового главного входа в здание, который был спроектирован по центральной оси фасада со стороны Пушкинской улицы вместо проезда во двор. Также в процессе перестройки пространства открытых галерей со стороны двора были преобразованы во внутренние помещения, а фасад был обогащен полуторондой — популярным атрибутом в архитектуре зажиточного жилья.
В 1889 году дом вошёл в состав майората Григория Маразли, утверждённого императорскими указами 1889 и 1891-х годов.
После смерти Маразли в 1907 году, дом унаследовал внук его сестры барон Георгий Владимирович Фредерикс (1890—1927), который был владельцем дома до установления в Одессе советской власти.
В 1920 году дом был национализирован, а со временем передан под размещение различных медицинских учреждений: здесь находились противотуберкулезный диспансер и онкологический диспансер. С 1960 года в здании размещается Одесское медицинское училище № 2.

### Архитектура
Двухэтажное здание на цоколе, построено из камня-ракушечника. Постройка отличается удачным соединением объёма со сдержанными формами лепных элементов внешнего декорира. Четкая геометрия объёмно-пространственной композиции подчеркнута гармоническими пропорциями и строгим ритмом архитектурных разделений. Лицевые части фасада выполнены в стиле ампир с использованием форм французского классицизма. Сохранилась мощёная площадь двора, выложенная из прямоугольных плит мальтийской лавы.
Интерьеры залов соответствуют статусу его владельца: они выполнены со вкусом, но без помпезности и лоска. В декорировании парадных помещений здания широко используются лепнина, печи, паркет. Таким образом, достаточно богатое и одновременно сдержанное внутреннее оснащение помещений всего здания подчеркивало не только достаток владельца, но и его деловую репутацию.
Здание выглядит достаточно скромно среди окружающих сооружений, но размещение в самом престижном районе города и весьма богатые интерьеры позволяют ставить её в один ряд с такими архитектурными объектами города, как дворец Гагарина на Ланжероновской улице и дворец Толстого на улице Сабанеев мост.
На фасаде здания имеется мемориальная табличка Маразли на русском и греческом языках, выполненная скульптором А. Копьевым и мемориальная доска выпускнице училища М. Р. Шевченко, погибшей в Афганистане.

### Владельцы дома
Первый владелец дома, Григорий Иванович Маразли (1780—1853) — герой герой освободительного движения Греции, просветитель и меценат, — родился в Филиппополи (современный Пловдив, Болгария) в семье коммерсантов. В 1821 году он стал одним из руководителей организации освобождения Греции «Филики Этерия». В 1844 году греческое правительство наградило его орденом Золотого кавалерского Христа Спасителя. Приехав в Россию, он успешно занимался продажей хлеба, а после переезда в Одессу — разными видами коммерческой деятельности. Он был активным общественно-политическим деятелем и меценатом, получил звание почетного гражданина Одессы. 
Его сын Його Маразли — известный политический и общественный деятель Одессы конца XIX века, меценат. Родился 25 июля 1831 года в Одессе. Закончил Ришельевский лицей, занимал различные должности в канцелярии графа М. С. Воронцова, потом — в «Собственной Его Императорского Величества канцелярии», в Министерстве внутренних дел в Петербурге и других организациях. Окончательно возвратившись в Одессу в 1866 году, он активно занимался общественной деятельностью как член городской думы, а впоследствии — городской управы. В 1878 году был избран городским главой и занимал эту должность до 1895 года. За время работы Маразли на должности главы города в Одессе были возведены многочисленные общественные сооружения, здание Оперного театра, церкви, приюты, больницы, училища, заложен Александровский парк, открыты линия конки и линия парового трамвая.